# Schlagwetterexplosion im Segen-Gottes- und Neuhoffnungsschacht

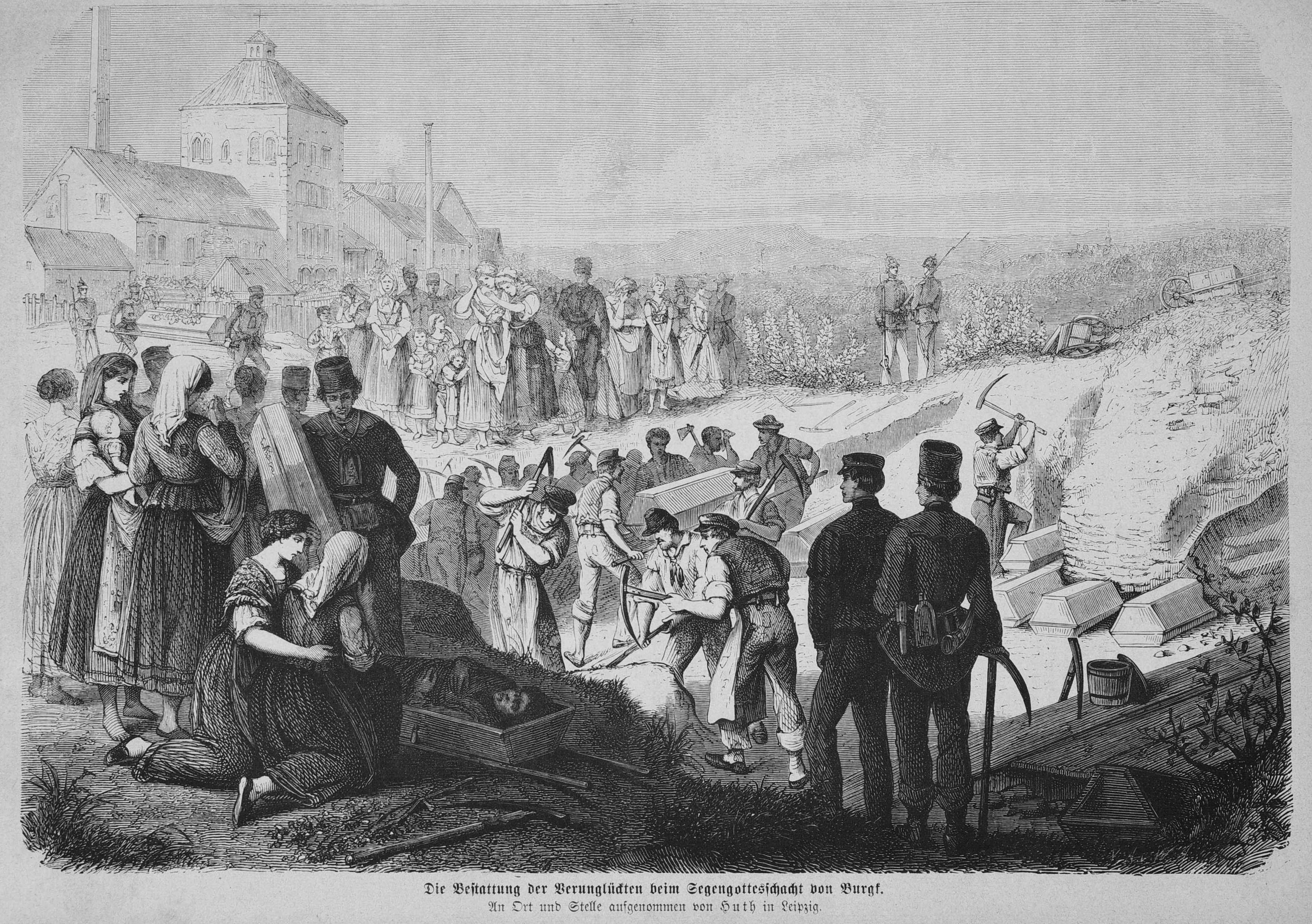
Die Bestattung der Verunglückten beim Segen-Gottes-Schacht (Illustration in der Gartenlaube 1869)

Am 2. August 1869 ereignete sich eine Schlagwetterexplosion im Segen-Gottes- und Neuhoffnungsschacht bei Burgk, die 276 Bergleute das Leben kostete. Schlagwetterexplosionen können entstehen, wenn sich unter Tage ausgetretenes Grubengas mit Luft vermischt und so explosiv reagiert. Das Burgker Grubenunglück war das schwerste in der Geschichte des Bergbaus im Döhlener Becken und gehört bis heute zu den größten Unfällen im sächsischen Bergbau.
Beide Schachtanlagen wurden von den Freiherrlich von Burgker Steinkohlen- und Eisenhüttenwerken geführt, die zu dieser Zeit den Steinkohlenbergbau im Döhlener Becken vor allem rechts der Weißeritz betrieben. Die Schächte lagen am 352 Meter hohen Windberg. Der Neuhoffnungsschacht wurde ab 1837 abgeteuft, der Segen-Gottes-Schacht ab 1856.

## Grubenunglück
Zunächst versammelten sich wie gewöhnlich die Bergleute im Burgker Huthaus zum Gebet und fuhren danach in die Schächte der Umgebung ein. Die Explosion ereignete sich dann am frühen Morgen des 2. August 1869 gegen fünf Uhr. Zu dieser Zeit war noch nicht die volle Belegschaft in die Gruben eingefahren. Da Segen-Gottes- und Neuhoffnungsschacht miteinander verbunden waren, erfasste die Explosion beide Anlagen. Es konnten sich lediglich drei Förder- und zwei Zimmerleute retten, die übrigen Bergleute erstickten oder verbrannten. Die drei Förderleute kamen über die Tagesstrecke Oberes Revier ins Freie.
Bis zum 6. August waren 120 Tote geborgen, die genaue Zahl der Opfer war zunächst mit 273 weitgehend korrekt festgestellt. Einige der Verunglückten wurden am 5. August auf dem Döhlener Friedhof beigesetzt. Aufgrund der hohen Opferzahl wurden die meisten anderen ab dem 6. August auf einem neuangelegten Begräbnisplatz in der Nähe des Segen-Gottes-Schachtes beerdigt. Am gleichen Tag besuchte die Kronprinzessin und spätere sächsische Königin Carola den Unfallort.
141 Bergleute waren durch die Explosion getötet worden, 135 erstickten nach und nach in den Brandgasen. Einige jener 135 eingeschlossenen Verunglückten schrieben, den Tod vor Augen, noch einen Gruß an ihre Angehörigen. Ein Beispiel:

„Lebt alle wohl ihr Hinterlassenen. Liebe Frau der liebe Gott hat mich und Bruder Karl bis in der 11. Stunde erhalten versorge mir die Marie gut in der Kammer in einem Buch liegt ein Thaler Geld. Grüßt mir Mutter und Geschwister. Auf Wiedersehn. Ernst Schmidt“

Diese letzten Notizen wurden nach der Bergung der Toten gefunden, in zahlreichen Zeitungen veröffentlicht und hinterließen in ganz Deutschland einen tiefen Eindruck. Am 17. September fanden die Begräbnisfeierlichkeiten für die Verunglückten am neuen Begräbnisplatz statt. Es bildete sich ein Unterstützungskomitee, das erstmals in der „Rothen Schänke“ in Döhlen zusammentrat. Unter Federführung dieses Komitees wurden diverse Spendeninitiativen ins Leben gerufen, die aus ganz Europa Spendengelder in Höhe von über 440.000 Talern einbrachten und so langjährige Renten für die Hinterbliebenen ermöglichten.
Etwa ein Drittel der Bergleute stammte aus den Orten Deuben und Burgk, je mehr als zehn Tote kamen aus Niederhäslich, Potschappel, Döhlen, Kleinnaundorf und Neucoschütz.
Aufgrund der Explosion fiel die Förderung der Steinkohlen- und Eisenhüttenwerke um knapp 500.000 Scheffel niedriger als im Vorjahr aus. Die Schachtanlagen wurden später wieder in Betrieb genommen und noch bis in die 1910er Jahre ausgebeutet.

## Denkmal

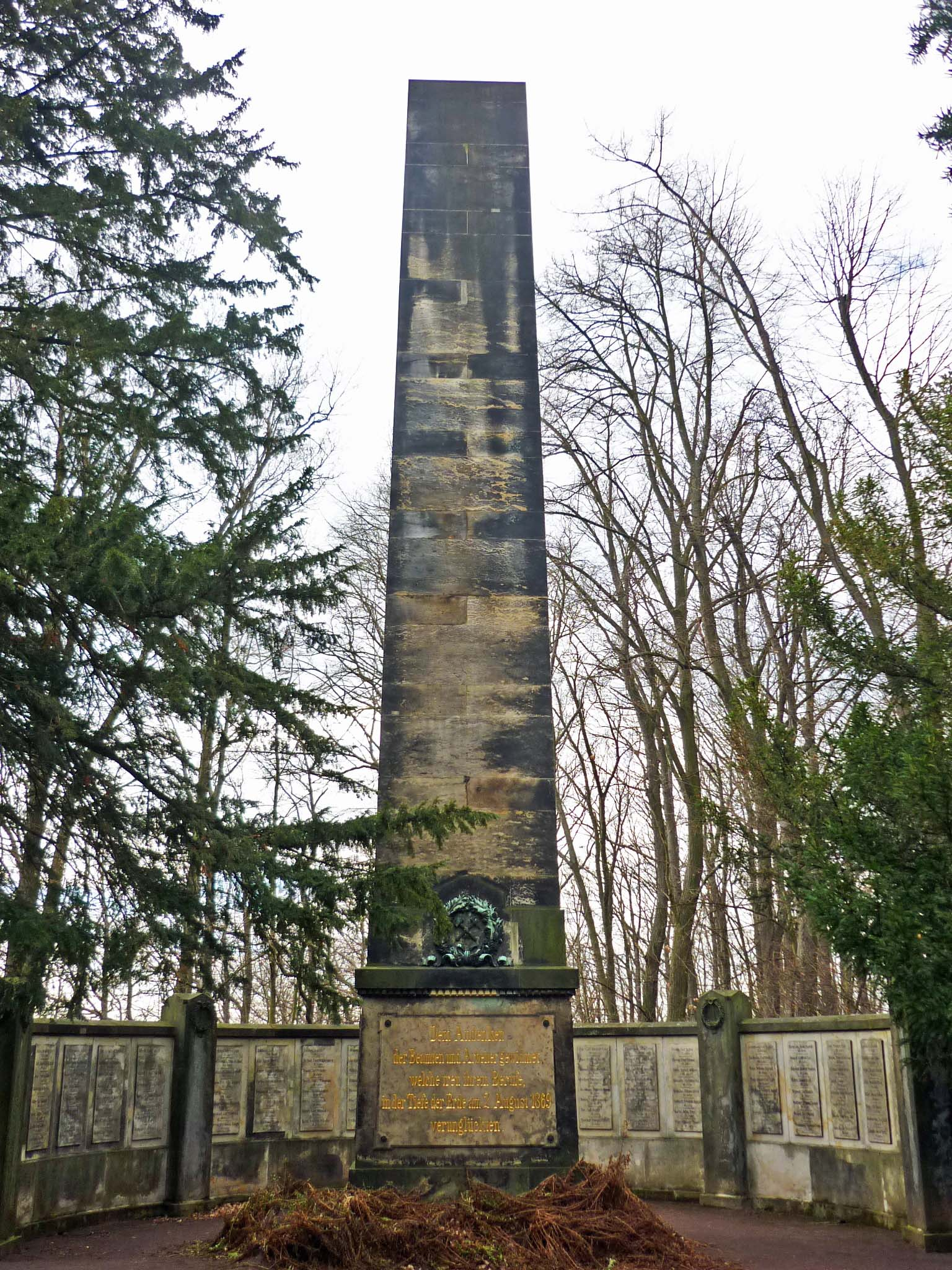
1870 eingeweihtes Denkmal

Das Denkmal (Lage) für die Opfer wurde am Morgen des 2. August 1870, am ersten Jahrestag des Unglücks, eingeweiht. Später fand in der Deubener Christuskirche eine Gedenkfeier statt. Es befindet sich in der Gemarkung Kleinnaundorf in der Siedlung „Am Segen“. In der Mitte der parkähnlichen Anlage befindet sich eine Stele mit folgender Inschrift:

„Dem Andenken
der Beamten und Arbeiter gewidmet,
welche treu ihrem Berufe
in der Tiefe der Erde am 2. August 1869
verunglückten.“

Um die Stele sind halbkreisförmig Tafeln angeordnet, die Namen und Alter aller Verunglückten tragen. Die gesamte Anlage steht als orts- und bergbaugeschichtlich bedeutend sowie als Teil der denkmalpflegerischen Sachgesamtheit „Bergbaumonumente Freital“ unter Denkmalschutz.

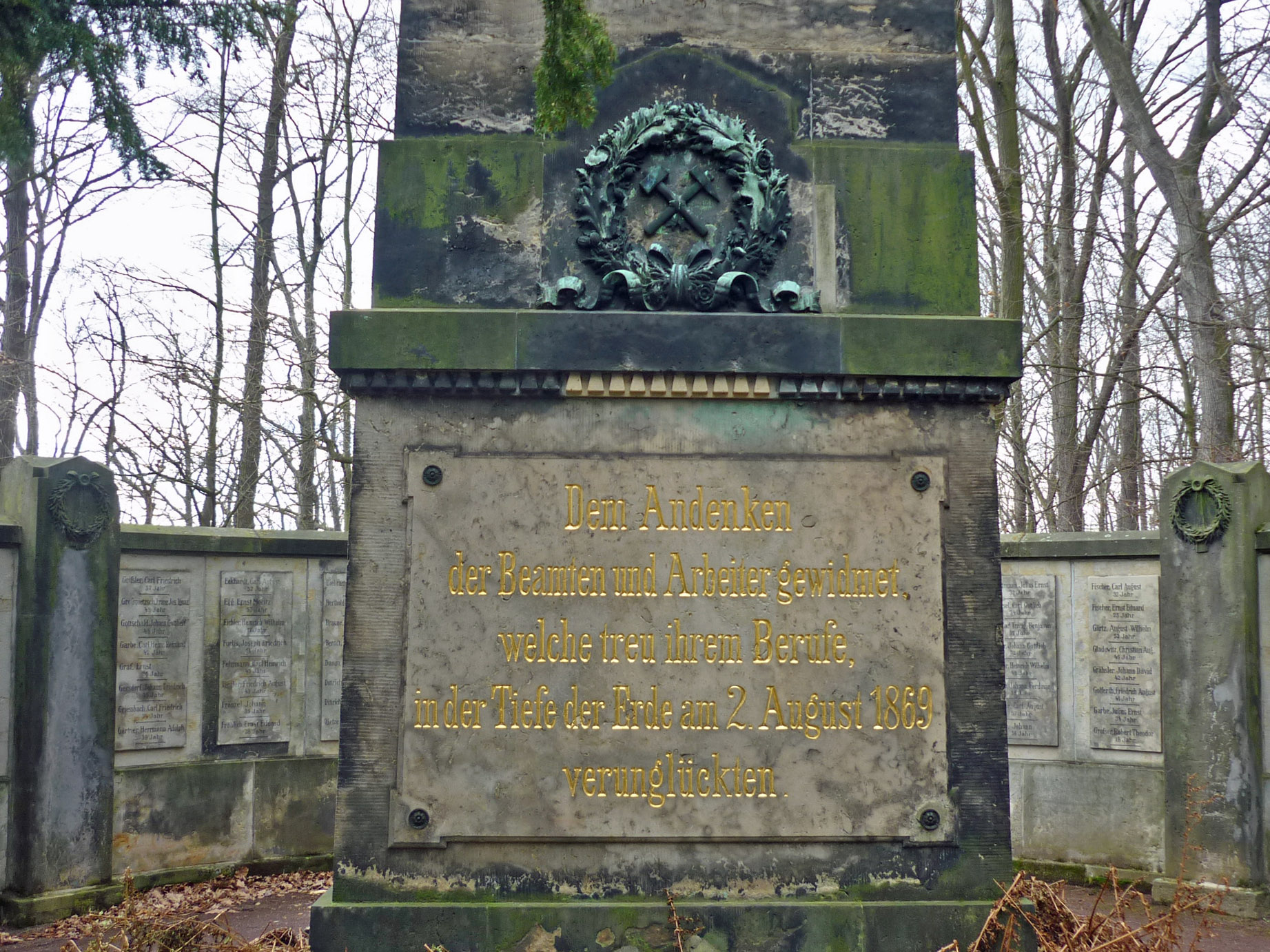
Inschrift an der Stele
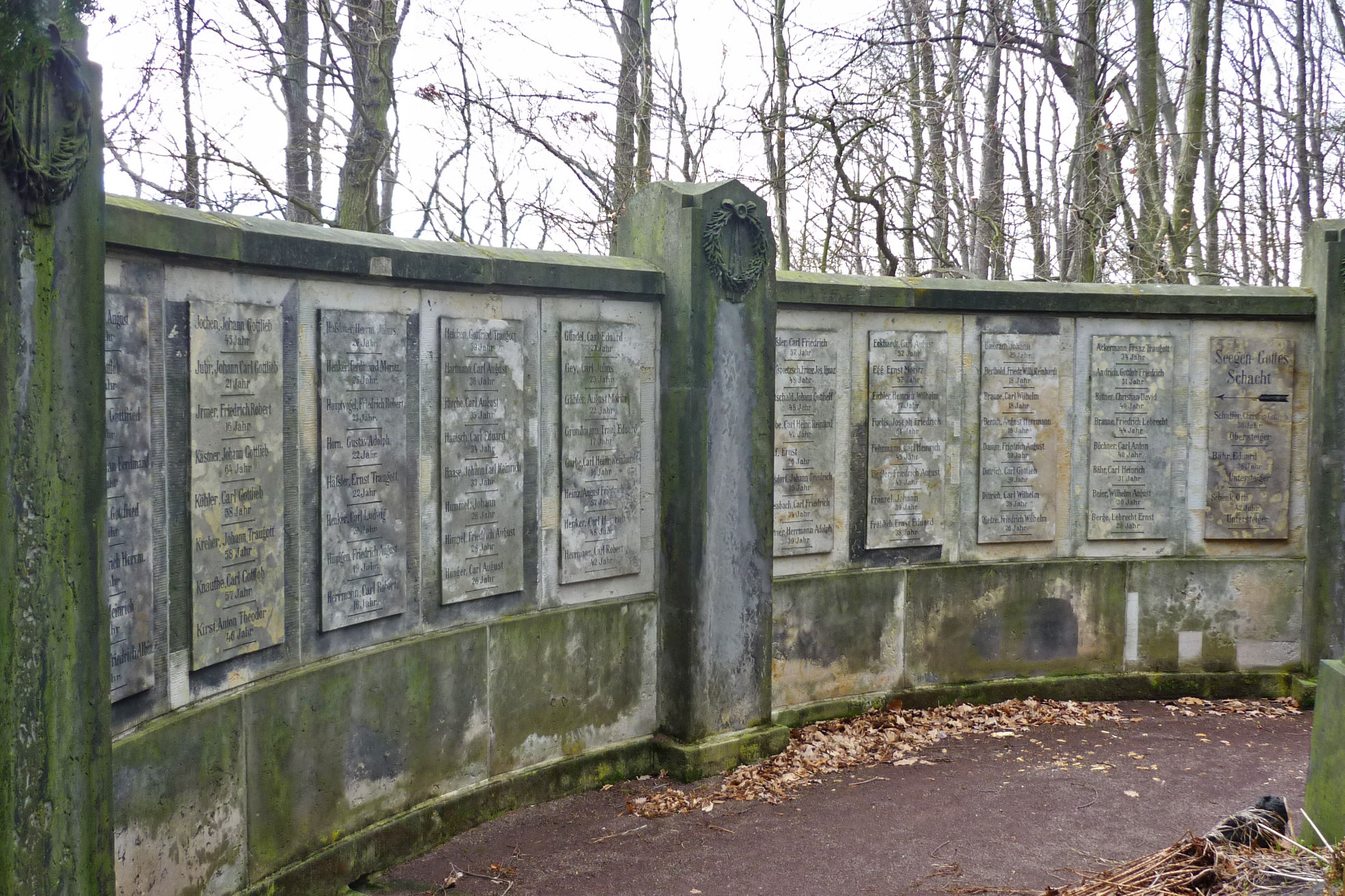
Tafeln mit Namen der Opfer